# ديفيد جاردين
ديفيد جاردين (بالإنجليزية: David Jardine)‏ (3 نوفمبر 1867 في المملكة المتحدة - ) هو لاعب كرة قدم بريطاني (وحمل سابقاً جنسية المملكة المتحدة لبريطانيا العظمى وأيرلندا) في مركز حراسة المرمى. لعب مع نادي إيفرتون وBootle F.C. ‏ ونادي نيلسون.